# さんふらわあ5
さんふらわあ5は、日本高速フェリーが運航したフェリー。後に航路を継承したブルーハイウェイラインでも運航された。

## 概要
さんふらわあシリーズの3番船として、さんふらわあ8とともに来島どっく大西工場で建造され1973年3月3日に竣工、3月21日より東京 - 高知航路に就航した。さんふらわあ8の就航に合わせ毎日運航となり、1973年7月5日より那智勝浦港への寄港を開始した。
親会社の照国海運倒産による運航体制の縮小により、1976年10月から名古屋 - 高知 - 鹿児島航路に転配されたが、1978年4月に航路休止となり、係船後、1981年5月から大阪 - 志布志 - 鹿児島航路に就航した。
1981年12月、来島どっくで旅客設備の改装工事を実施、総トン数が増加した。
1984年2月、来島どっくに売却され、日本高速フェリーがチャーターバックして運航を継続した。
1990年11月、日本高速フェリーからブルーハイウェイラインへの航路譲渡により移籍し、さんふらわあ おおさかと改名した。1993年8月29日、さんふらわあ きりしま (初代)の就航により引退した。
フィリピンのウィリアム・ラインズへ売却され、9月上旬からマニラ - セブ航路へ就航した。
その後、スーパー・フェリーでSUPER FERRY 10として就航していたが、2001年に火災事故を起こし廃船となり解体された。

## 設計
4番船のさんふらわ8と同型船である。就航時は日本最高速のフェリーだった。先に建造された2隻の設計を踏襲しているが、旅客設備の拡充により、操舵室が1層高い配置となり総トン数が増加、ラウンジを内側に配置することで、客室を海側に配置するなど、船内配置も見直されている。また先に建造された2隻ではディーゼル発電機2台と甲板上にガスタービン発電機を搭載していたが、本船からはディーゼル発電機3台となった。1等船室はバス・トイレ付きとなったが、隣室と共有する構造で乗客には不評だったため本船では後に改装された。建造費は47億円と1番船、2番船と比較して増加した。
客室
- 船主室（3名）
- 貴賓室（3名）
- 特等室（計36名）
- 一等室
  - 洋室（計220名）
  - 和室（計68名）
  - カーペット室（計18名）
  - タタミ室（計49名）
- 特二等室
  - 和室（計46名）
  - 洋室（計388名）
- エコノミークラス（計152名）
- ドライバー室（計96名）

4階
- グリル

3階
- 貴賓室
- 特等室
- 一等室
- エコノミークラス
- ラウンジ
- プロムナードホール
- 美容室
- 売店
- 子供室
- 和食コーナー
- スナックバー
- スモーキングコーナー
- レストランシアター（ダンスフロア・ステージ）
- サニーガーデン
- プール

2階
- 特2等室
- 1等室
- ドライバーズルーム
- ドライバーズ浴室
- インフォメーション

1階
- 大型車デッキ

地下1階
- 乗用車デッキ

地下2階
- ゲームセンター（麻雀室・ロードテニス場・アーチェリー場・ピンポンルーム・娯楽室）
- ゴーゴーコーナー「くじらのおなか」
- 浴場「マリンサウナ」